# Sénat Ahlhaus
Ville libre et hanséatique de Hambourg
von Beust III Scholz I
Le sénat Ahlhaus (en allemand : Senat Ahlhaus) est le gouvernement de la ville-Land allemande de Hambourg entre le 25 août 2010 et le 7 mars 2011, durant la dix-neuvième législature du Bürgerschaft.

## Majorité et historique
Dirigé par le nouveau premier bourgmestre conservateur Christoph Ahlhaus, ce gouvernement est formé et soutenu par une « coalition noire-verte » entre l'Union chrétienne-démocrate d'Allemagne (CDU) et la Liste verte alternative (GAL), qui disposent ensemble de 68 députés sur 121, soit 56,2 % des sièges au Bürgerschaft.
Il est formé à la suite de la démission du premier bourgmestre conservateur Ole von Beust, au pouvoir depuis 2001, et succède au sénat von Beust III, constitué d'une coalition identique. Le départ de von Beust est officiellement motivé par des raisons personnelles, notamment les contraintes liées à la vie publique.
Rapidement, des tensions apparaissent entre les deux partenaires de la coalition, Ahlhaus affichant un profil nettement moins centriste et modéré que son prédécesseur. Finalement, le 28 octobre 2010, la coalition prend fin et les sénateurs écologistes quittent le gouvernement local. Des élections locales anticipées sont convoquées le 20 février 2011. Elles voient l'élection d'une majorité absolue de députés pour le Parti social-démocrate d'Allemagne (SPD) et l'effondrement de la CDU, ce qui permet à Olaf Scholz de former un nouveau sénat exclusivement de centre gauche.

## Composition

### Initiale (25 août 2010)
| Portefeuille                                                                                 | Nom | Nom                                                                  | Parti |
| -------------------------------------------------------------------------------------------- | --- | -------------------------------------------------------------------- | ----- |
| Premier bourgmestre                                                                          |     | Christoph Ahlhaus                                                    | CDU   |
| Second bourgmestre Sénateur pour l'Éducation et la Formation professionnelle                 |     | Christa Goetsch                                                      | GAL   |
| Sénateur pour les Affaires sociales, la Famille, la Santé et la Protection des consommateurs |     | Dietrich Wersich                                                     | CDU   |
| Sénateur pour l'Intérieur                                                                    |     | Heino Vahldieck                                                      | CDU   |
| Sénateur pour le Développement urbain et l'Environnement                                     |     | Anja Hajduk                                                          | GAL   |
| Sénateur pour l'Économie et le Travail                                                       |     | Ian Karan                                                            | Sans  |
| Sénateur pour la Science et la Recherche                                                     |     | Herlind Gundelach                                                    | CDU   |
| Sénateur pour les Finances                                                                   |     | Carsten Frigge (jusqu'au 24/11/2010) Herlind Gundelach (par intérim) | CDU   |
| Sénateur pour la Justice                                                                     |     | Till Steffen                                                         | GAL   |
| Sénateur pour la Culture, les Sports et les Médias                                           |     | Reinhard Stuth                                                       | CDU   |

### Remaniement du 28 octobre 2010
- Les nouveaux sénateurs sont indiqués en gras, ceux ayant changé d'attributions en italique.

| Portefeuille | Nom | Nom               | Parti |
| --- | --- | ----------------- | ----- |
| Premier bourgmestre |     | Christoph Ahlhaus | CDU   |
| Second bourgmestre Sénateur pour les Affaires sociales, la Famille, la Santé et la Protection des consommateurs Sénateur pour l'Éducation et la Formation professionnelle (intérim) |     | Dietrich Wersich  | CDU   |
| Sénateur pour l'Intérieur Sénateur pour la Justice (intérim) |     | Heino Vahldieck   | CDU   |
| Sénateur pour l'Économie et le Travail |     | Ian Karan         | Sans  |
| Sénateur pour la Science et la Recherche Sénateur pour les Finances (intérim) Sénateur pour le Développement urbain et l'Environnement (intérim)                                    |     | Herlind Gundelach | CDU   |
| Sénateur pour la Culture, les Sports et les Médias |     | Reinhard Stuth    | CDU   |